# 徐天鳳
徐天鳳（？—？），號丹山，云南宁州籍广西全州人。明朝政治人物。

## 生平
萬曆四十年（1612年）壬子科云南鄉試第五名舉人，天啓二年（1622年）壬戌科二甲五十五名進士。礼部觀政，授官户部浙江司主事。七年德州管倉。

## 家族
曾祖徐彦清。祖父徐四見，冠带。父徐朝纲，舉人，于天启元年以贵州安顺府推官署府印，殉安酋之难，四年三月子天凤疏奏其事，赠光禄寺卿，予祭葬祠谥，荫一子锦衣正千户。